# Floyd Bennett

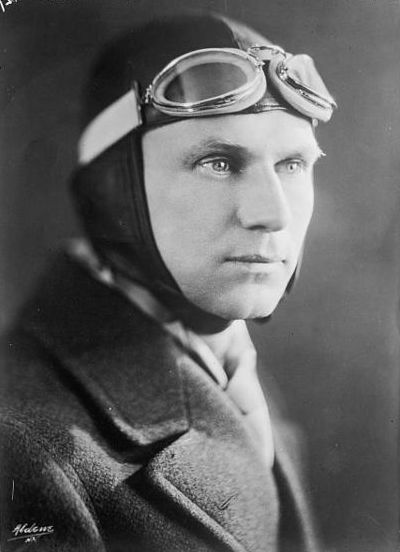
Floyd Bennett, 1925

Floyd Bennett (* 25. Oktober 1890 in Warrensburg im Warren County im Staat New York; † 25. April 1928 auf einer Reise von New York nach Neufundland) war ein US-amerikanischer Pilot. 1926 versuchte er mit Richard Evelyn Byrd, den Nordpol zu erreichen.

## Leben
Im Ersten Weltkrieg meldete sich Bennett zur Marine. Zunächst als Mechaniker tätig, absolvierte er später eine Flugschule. 

### Arktisexpedition 1926
1925 machte er mit Byrd einen Erkundungsflug über Grönland. Im Jahr darauf saß Bennett am Steuer der Fokker, mit der die beiden von Spitzbergen aus zum Nordpol aufbrachen. Obwohl sie den Pol in der Kürze der Flugzeit nicht erreicht haben konnten, wurden sie in der Heimat als Helden gefeiert und mit der Congressional Medal of Honor  ausgezeichnet. Bei der Promotionreise Bennetts und Byrds durch die USA fungierte Bernt Balchen als Navigator.

### Projekt eines Atlantikflugs
Bei einer Übung für den ersten Nonstop-Flug über den Atlantik von den USA nach Frankreich im Rennen um den Orteig-Preis stürzten Bennett, Byrd und George Otto Noville beim Start ihrer Fokker ab. Bennett wurde dabei schwer, Byrd und Noville nur leicht verletzt. Den Orteig-Preis gewann schließlich Charles Lindbergh.

### Tod

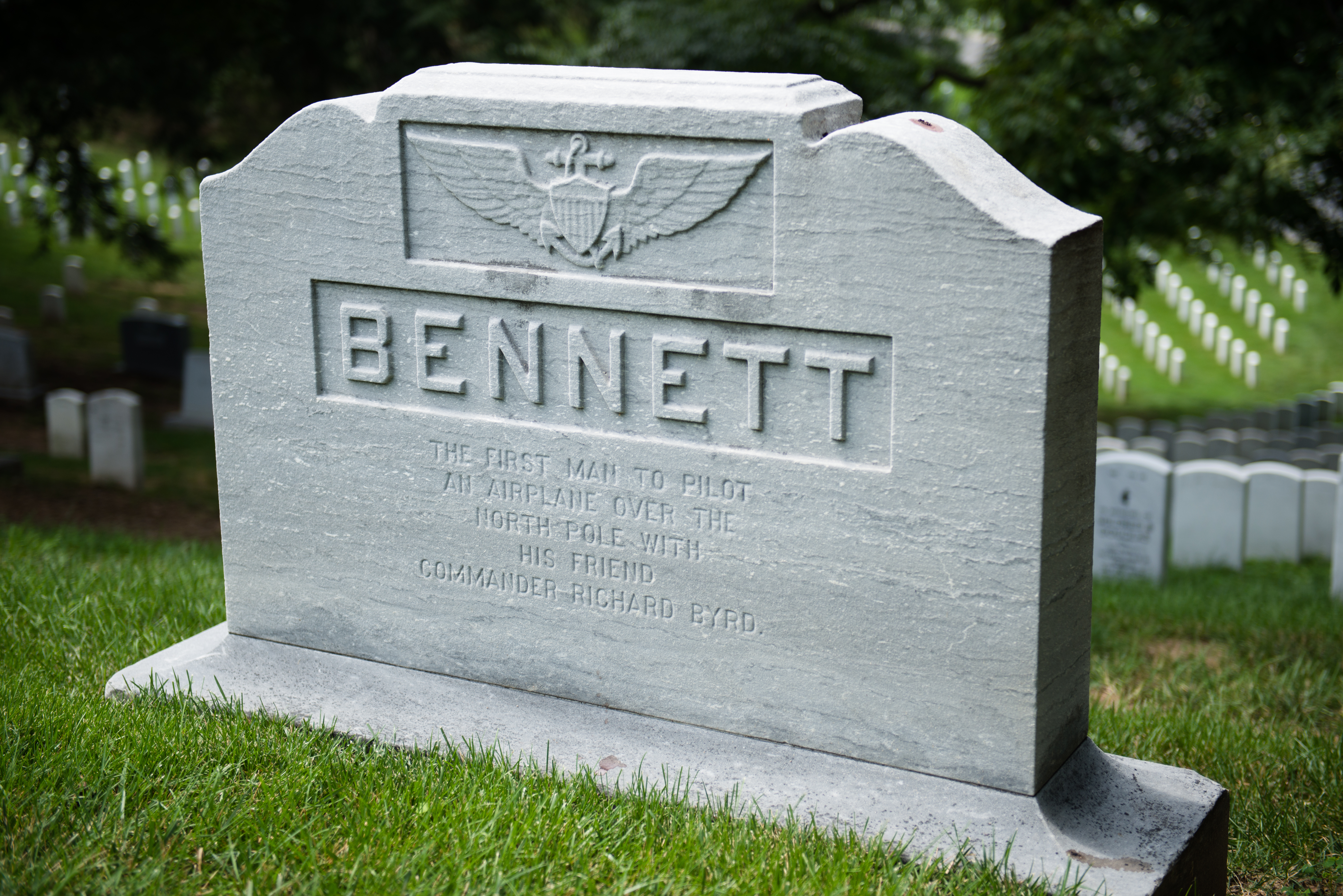
Grabstätte

1928 gelang dem deutschen Flugzeug Bremen die erste Atlantiküberquerung von Ost nach West. Bei der Landung auf Greenly Island (Kanada) wurde die Maschine beschädigt. Bennett und Balchen flogen daraufhin zu ihrer Reparatur; während dieses Flugs verstarb Bennett, der sich infolge des Absturzes bei dem Testflug eine Lungenentzündung zugezogen hatte. Er wurde auf dem Nationalfriedhof Arlington beigesetzt.

## Ehrungen
Byrd taufte später das Flugzeug, mit dem er während der Byrd Antarctic Expedition im November 1929 erstmals den Südpol überflog, auf den Namen seines verstorbenen Freundes, Floyd Bennett. Über dem Südpol warf er eine US-amerikanische Flagge ab, die mit einem Stein von Bennetts Grab beschwert war.
Zwei Flughäfen im Staate New York tragen seinen Namen: das Floyd Bennett Field und der Floyd Bennett Memorial Airport im Warren County (New York). Ebenfalls zu seinem Andenken wurde ein Zerstörer der Fletcher-Klasse benannt. Darüber hinaus ist er Namensgeber für die Bennett Platform, ein Hochplateau in der Antarktis.